# Clostridia
Clostridia je polyfyletická třída bakterií v řádu Firmicutes. Obsahuje rody jako Clostridium apod. Jsou to běžné anaerobní bakterie, pro které je toxický kyslík. Jednotlivé druhy bakterií z této třídy mají často schopnost tvořit spory. Většina druhů je saprofytická, fermentují rostlinné polysacharidy. Běžně se vyskytují ve střevní mikroflóře. Nadměrné užívání antibiotik vede k přemnožení Clotridium difficile ve střevech, což může způsobit vážnou infekci, takzvanou kolitidu.

## Druhy
Mezi nejznámější druhy bakterií z této třídy patří:
- Clostridium perfringens – způsobuje gangrény nebo otravu jídlem.
- Clotridium difficile – pseudomembranózní kolitida
- Clostridium botulinum – botulismus
- Clostridium tetani – tetanus